# Platambus ussuriensis
Platambus ussuriensis är en skalbaggsart som först beskrevs av Nilsson 1997.  Platambus ussuriensis ingår i släktet Platambus och familjen dykare. Inga underarter finns listade i Catalogue of Life.